# Euphorbia tyraica
Euphorbia tyraica là một loài thực vật có hoa trong họ Đại kích. Loài này được Klokov & Artemczuk mô tả khoa học đầu tiên năm 1955.